# 黑鰭似天竺魚
黑鰭似天竺魚，又稱晴斑天竺鯛、黑鰭擬天竺鯛，為輻鰭魚綱鈎頭魚目天竺鯛科的其中一個種。

## 分布
本魚分布於印度西太平洋區，包括東非、紅海、阿曼、伊朗、台灣、香港、澳洲、印尼、帛琉、菲律賓等海域，並引進土耳其、賽普勒斯。

## 深度
水深1至50公尺。

## 特徵
本魚體延長而側扁，眼大，口大略下位。魚體呈淺褐色，體側具有大小不一，發出藍色螢光的斑塊的，在背鰭基部及尾柄具深色縱帶；在胸鰭上面有一黑色眼狀斑； 腹鰭黑色，胸鰭淡色，其他的鰭暗色，背鰭硬棘8枚；背鰭軟條8至9枚；臀鰭硬棘2枚；臀鰭軟條7至8枚，體長可達10公分。

## 生態
本魚棲息於近海的礁石區，成小群活動，白天躲藏洞穴中，夜間出來覓食，屬肉食性。繁殖期時，雄魚具有口孵習性，卵約7日化成仔魚，由雄魚吐出，具短暫的仔魚飄浮期。

## 經濟利用
可作為觀賞魚。